# South Carolina General Assembly

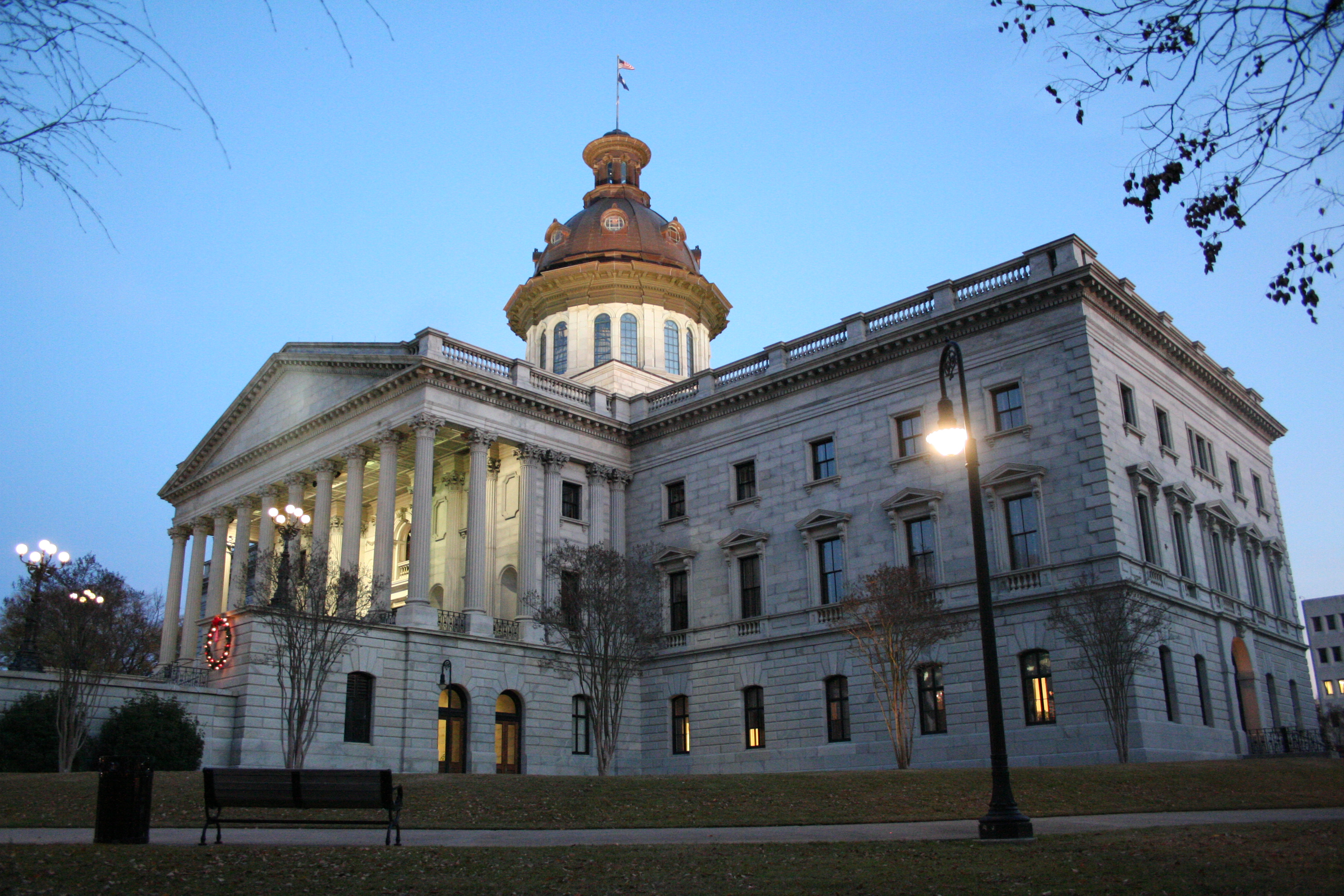
Die General Assembly tagt im South Carolina State House

Die South Carolina General Assembly ist die State Legislature und damit die Legislative des US-Bundesstaats South Carolina. Sie wurde durch die staatliche Verfassung 1778 geschaffen und besteht aus dem Repräsentantenhaus von South Carolina, das als Unterhaus fungiert, sowie dem Senat von South Carolina als Oberhaus. Die General Assembly tagt im South Carolina State House in Columbia, das auch Sitz des Gouverneurs und seines Stellvertreters ist.
Das Repräsentantenhaus besteht aus 124 Mitgliedern, der Senat aus 46. Das Repräsentantenhaus wird für zwei Jahre gewählt, die Amtszeit der Senatoren beträgt vier Jahre. Der Wahltag fällt mit dem des Bundeskongresses zusammen, der des Senats mit der Präsidentschaftswahl.
Wählbar sind US-Bürger, die im entsprechenden Wahlbezirk leben. Das Mindestalter beträgt für beide Häuser 21 Jahre.
Die National Conference of State Legislatures (NCSL) ordnet die General Assembly von South Carolina als „hybrid“ zwischen einem Vollzeit- und einem Teilzeitparlament ein. Mit einer Vergütung von 10.400 USD pro Jahr und 140 USD pro Sitzungstag (2020) liegen die Abgeordneten im unteren Bereich der Staatsparlamentarier.